# Pride Bushido 1
Pride Bushido 1 foi um evento de artes marciais mistas promovido pelo Pride Fighting Championships no Saitama Super Arena em Saitama, Japão em 5 de outubro de 2003. O card foi anunciado como Time Japão Vs. Time Gracie, com cinco lutas contando com um lutador japonês representando Hidehiko Yoshida e um membro da família Gracie representando Royce Gracie. No evento principal, Dos Caras, Jr. se tornou o primeiro lutador hispânico a competir no Pride e o primeiro a vestir uma máscara de lucha libre. Ele agora é conhecido como wrestler profissional do WWE Alberto Del Rio.

## Ligações Externas
- Site Oficial do Pride
- Sherdog.com